# Sajenice
Sajenice este o localitate din comuna Mirna, Slovenia, cu o populație de 37 de locuitori.